# エドワード・スミス
エドワード・ジョン・スミス（英語: Edward John Smith、1850年1月27日 - 1912年4月15日）は、イギリスの船長。豪華客船タイタニックの船長だった人物で、同船の沈没事故で命を落とした。

## 略歴

### 私生活
1850年1月27日、イングランド中部のハンリー（現在のストーク＝オン＝トレント）で陶芸家の父エドワードと母キャサリンとの間に生まれた。エトルリア・ブリティッシュ・スクールに通った後、13歳の時にリバプールで船舶の仕事に就き、後にギブソン・アンド・カンパニー社に入った。
1887年7月12日、サラ・エレノア・ペニントンと結婚した。1898年には娘ヘレンが誕生、一家はサウサンプトンの赤レンガの家に住み、「ウッドヘッド」と呼んでいた。ヘレンによると、スミスは葉巻とその煙を愛しており、葉巻の煙が作る輪を乱されたくなかったため、葉巻を吸っている間は書斎に誰も入れさせなかったという。

### 船長として
1880年3月、ホワイト・スター・ライン社に移り、セルティックの四等航海士となった。その後、会社のオーストラリア航路やニューヨーク航路に勤務し、瞬く間に昇進を重ねていった。1887年、蒸気船リパブリックの船長となり、翌1888年には特別船長資格を取得、また英国海軍予備役大尉となった。これは、戦争の際にはスミスとスミスの船が英国海軍のものとして活動することを求められうることを意味していた。英国海軍艦隊の船長であったため、他の商船がレッド・エンサインの権利を与えられていたところ、スミスにはブルー・エンサインを掲げる権利が与えられていた。

### 大型船の船長として

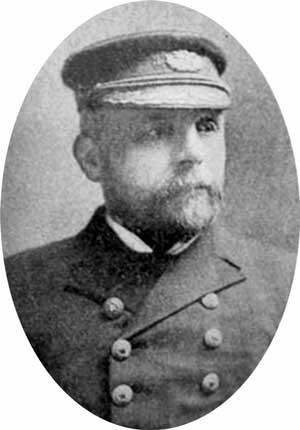
1895年のエドワード・スミス

1895年から9年間、スミスは客船マジェスティックの船長を務めた。1899年に第二次ボーア戦争が始まると、マジェスティックとともにケープ植民地で軍隊の輸送にあたった。南アフリカへの2回の航海は無事故で、スミスは1903年にエドワード7世から「Transport Medal」を授かり、スミスは「安全な船長」という評価を受けることとなった。ただし、以後の航海においては3度の座礁、3度の船内火災が起き、決して無事故ではなかった。
スミスの格付けが上がるにつれて、乗客や乗組員から穏やかで華麗であると評価を得るようになっていった。1904年、他の全ての船長から報告を受ける立場の専任船長となった。乗客の中には大西洋を横断する際にはスミスの船を選ぶ者もいた。また、イギリスの上流階級から、自分たちの乗る船の船長をスミスにするよう普段から要望があったことから、「大富豪たちの船長」として知られるようになった。専任船長になってからは、スミスが新造船の処女航海で舵を取ることが定例となっていた。1904年、当時世界最大であったホワイト・スター・ライン社の客船バルチックの船長となった。6月29日にリバプールを発ったバルチックの処女航海では、ニューヨークまで何の事故も発生しなかった。その3年後の1907年、再び大型客船アドリアティックを任せられ、この処女航海でも事故は発生しなかった。アドリアティックの船長時代、スミスは予備艦隊から永年勤続表彰を受けるとともに、中佐に昇進した。

### オリンピックの船長
スミスは世界で最も経験豊かな船長の一人という名声を築き上げていた。そこで、再び当時世界最大の船となるオリンピック級客船のネームシップ、オリンピックの最初の船長として請われることとなった。リバプールからニューヨークに向けての処女航海は、1911年6月21日に無事終了した。しかし、ニューヨーク港に接岸する際、その後の事件を予感させるような事故が発生している。水先人によって59番桟橋に接岸する際、オリンピックは12隻のタグボートのうち1隻を右舷スクリューが発生させた後流によって衝突させてしまっている。タグボートは反転し、巨大な船体に衝突した。

### ホークとの事故
1911年9月20日、オリンピックは初めて大きな事故を起こした。イギリス海軍の防護巡洋艦ホークと衝突し、ホークは船首を破損した。この事故でオリンピックの防水区画のうち2つが破壊され、プロペラシャフト1つが折れ曲がったが、自力でサウサンプトン港に戻ることができた。
事故調査に際して、海軍側は事故の原因がオリンピックにあるとして訴えた。すなわちオリンピックが巨大であったため、スクリューの吸引力によりホークが引き込まれたというものであった。この事故の最中、ブリッジにはスミスがいた。
この事故は、ホワイト・スター・ライン社にとって経済的な痛手となり、大型船にとって営業できない時期というのはさらに事態を悪いものにした。オリンピックはベルファストに戻り、その修理を急ぐこととなった。これによりハーランド・アンド・ウルフはタイタニックのプロペラシャフトの一つをオリンピックに使い、タイタニックの完成を遅らせざるをえなくなった。
1912年2月、海上に戻ったオリンピックだが、プロペラブレードを破損し再びドックに戻って応急修理を行うこととなった。オリンピックを直ちに運航できるようにするため、ハーランド・アンド・ウルフはそちらに力を注ぐことになり、タイタニックの処女航海は3月20日から4月10日に延期となった。

### タイタニック

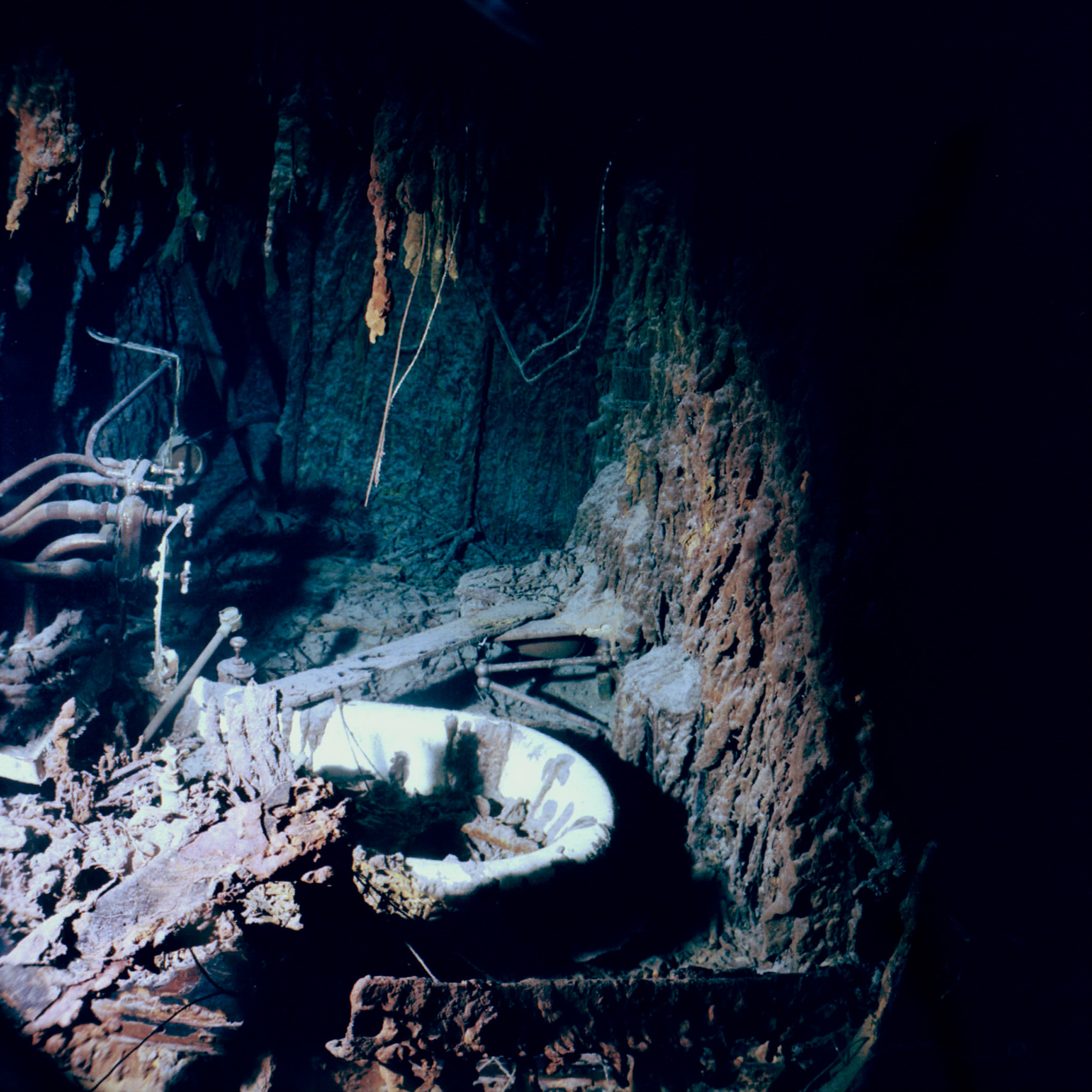
スミス船長のバスルームのバスタブの残骸

それまでのトラブルにもかかわらず、タイタニックがサウサンプトンから処女航海に発つ際に、スミスは船長として再び任命された。62歳となったスミスがタイタニックの処女航海を最後に引退するということが決まっていたという説があるが、1912年4月9日のハリファックス・モーニング・クロニクルには、スミスがタイタニックを「会社がより大きく、より豪華な汽船を完成させるまで」担当し続けると伝えている（当時のイギリスでは、年金生活に入るのは通常65歳からであった）。
4月10日、スミスは外套に山高帽という服装で自宅からタクシーでサウサンプトン港に向かい、午前7時にタイタニックに乗り込んだ。12時の出発後、港に係船されていたシティ・オブ・ニューヨークが、タイタニックが通過する際のスクリューの水流に巻き込まれ、係留具が外れてタイタニックに向かってしまった。スミスの迅速な行動により衝突は回避され、タイタニックの処女航海があっという間に終わることは避けられた。
しかし4月14日の23時40分、タイタニックは北大西洋で氷山に衝突した。船は2時間40分後に沈没し、約1,500人が命を落とした。スミスもまた亡くなった者の一人であった。

### 最期の瞬間

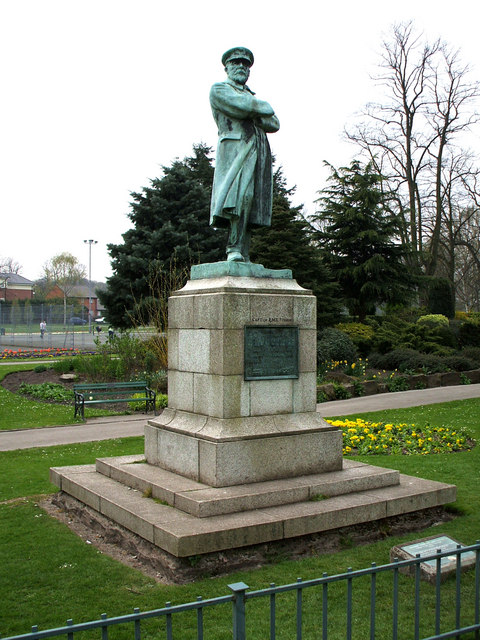
リッチフィールド・ビーコン・パークのスミス船長の像。

タイタニックが沈んだ際、スミスがどのように亡くなったのかは諸説がある。遺体回収の際、スミスの遺体は発見されておらず、生存説もある。数人の生存者たちは、救命胴衣を身に付け海中にいるスミスを目撃したと証言している。一方で、オープンブリッジに浸水が及ぶ中、操舵室にいるスミスを見たという証言もある。ロバート・バラードの『タイタニック発見（The Discovery of the Titanic）』では、沈没の10分前にあたる午前2時13分にスミスがブリッジに入っていったとしている。この説は1997年の映画『タイタニック』でも採用されている。しかしこの他にも、Aデッキプロムナードまで戻ったスミスが、その直後に窓が割れて船内の大階段に向けて吸い込まれていくのを見たという証言もある。タイタニックは4月14日の23時40分頃氷山に衝突したが、翌日の2時23分まで沈まなかった。このことは、スミスの死亡日が1912年4月15日であることを裏付けている。
イギリススタッフォードシャーのリッチフィールドには、彼の像が建てられている。

## 演じた俳優
最初に映画でスミスを演じた俳優は、1943年のドイツのプロパガンダ映画『タイタニック』でのオットー・ヴェルニッケである。1953年には映画『タイタニックの最期』でブライアン・エイハーンが演じた。その後も、ローレンス・ナイスミス（『SOSタイタニック』・1958年）、ハリー・アンドリュース（『失われた航海』・1979年）、ジョージ・C・スコット（『ザ・タイタニック』・1996年）などが演じてきた。
スミスが登場した直近の作品は、バーナード・ヒルが演じた1997年の『タイタニック』である。この作品ではスミスの最期の場面として、下船しようとする乗組員の手を断って独りブリッジに籠り、ブリッジが水中に没して水圧に耐え切れず割れた窓から水が入り込んでいく光景を描いている。
このほかスミスをテレビで演じた人物として、1966年のテレビ映画『タイムトンネル』でのマイケル・レニーがいる。ただし、この時はなぜかエンディングクレジットで「マルコム・スミス」とクレジットされている。また日本のミュージカル版では宝田明もスミス船長を演じている。